# Saint-Marc-sur-Couesnon
Pour les articles homonymes, voir Saint-Marc et Couesnon (homonymie).
Saint-Marc-sur-Couesnon est une ancienne commune française située dans le département d'Ille-et-Vilaine en région Bretagne, peuplée de 576 habitants. Le 1er janvier 2019, elle a fusionné avec Saint-Georges-de-Chesné, Saint-Jean-sur-Couesnon et Vendel pour former la commune de Rives-du-Couesnon.

## Géographie
Saint-Marc-sur-Couesnon est située à 35 km au nord-est de Rennes et à 43 km au sud du mont Saint-Michel dans le pays de Fougères.
Les communes limitrophes sont Saint-Hilaire-des-Landes, Saint-Sauveur-des-Landes, La Chapelle-Saint-Aubert, Saint-Jean-sur-Couesnon, Mézières-sur-Couesnon et Saint-Ouen-des-Alleux.
| Saint-Ouen-des-Alleux | Saint-Hilaire-des-Landes | Saint-Sauveur-des-Landes |
| Mézières-sur-Couesnon | Saint-Marc-sur-Couesnon  | La Chapelle-Saint-Aubert |
|                       | Saint-Jean-sur-Couesnon  |                          |

## Toponymie
Le nom de la localité est attesté sous les formes Ecclesia Sancti Medardi super Coesnon au XIIIe siècle, Sanctus Medardus super Coaisnonem en 1516.
Le nom de cette commune, à la base, devait être Saint Médard en faisant référence à l'église  dédiée à Saint Médard, évêque de Noyon au VIe siècle, qui fut traduit par erreur par Saint-Marc et du nom de la rivière Couesnon. 
Le nom de la commune en breton est  Sant-Marzh-ar-C'houenon. Le gentilé est Médardais.

## Histoire
Le 1er janvier 2019, la commune fusionne avec trois autres communes pour former la commune nouvelle de Rives-du-Couesnon.

## Héraldique
| Blason de Saint-Marc-sur-Couesnon | Blason  | De gueules au léopard d'argent, couronné d'or. |
| Blason de Saint-Marc-sur-Couesnon | Détails |                                                |

## Politique et administration
| Période                                  | Période | Identité           | Étiquette | Qualité      |
| ---------------------------------------- | ------- | ------------------ | --------- | ------------ |
|                                          | 1826    | Guy de La Villette |           | Propriétaire |
| 1826                                     | 1830    | Joseph de Mellon   |           | Propriétaire |
|                                          |         |                    |           |              |
| 2001                                     | 2014    | Amand Denoual      |           | Retraité     |
| 2014                                     | 2018    | Jules Masson       | SE        | Retraité     |
| Les données manquantes sont à compléter. |         |                    |           |              |

## Démographie
En 2021, la commune comptait 576 habitants. Depuis 2004, les enquêtes de recensement dans les communes de moins de 10 000 habitants ont lieu tous les cinq ans (en 2006, 2011, 2016, etc. pour Saint-Marc-sur-Couesnon) et les chiffres de population municipale légale des autres années sont des estimations.
| 1793 | 1800 | 1806 | 1821 | 1831 | 1836 | 1841 | 1846 | 1851 |
| ---- | ---- | ---- | ---- | ---- | ---- | ---- | ---- | ---- |
| 755  | 775  | 799  | 862  | 815  | 800  | 797  | 810  | 815  |

| 1856 | 1861 | 1866 | 1872 | 1876 | 1881 | 1886 | 1891 | 1896 |
| ---- | ---- | ---- | ---- | ---- | ---- | ---- | ---- | ---- |
| 822  | 808  | 798  | 829  | 817  | 821  | 835  | 824  | 832  |

| 1901 | 1906 | 1911 | 1921 | 1926 | 1931 | 1936 | 1946 | 1954 |
| ---- | ---- | ---- | ---- | ---- | ---- | ---- | ---- | ---- |
| 694  | 685  | 674  | 630  | 590  | 578  | 560  | 535  | 518  |

| 1962 | 1968 | 1975 | 1982 | 1990 | 1999 | 2006 | 2011 | 2016 |
| ---- | ---- | ---- | ---- | ---- | ---- | ---- | ---- | ---- |
| 491  | 411  | 339  | 368  | 402  | 410  | 459  | 535  | 572  |

| 2019 | - | - | - | - | - | - | - | - |
| ---- | - | - | - | - | - | - | - | - |
| 571  | - | - | - | - | - | - | - | - |

## Lieux et monuments

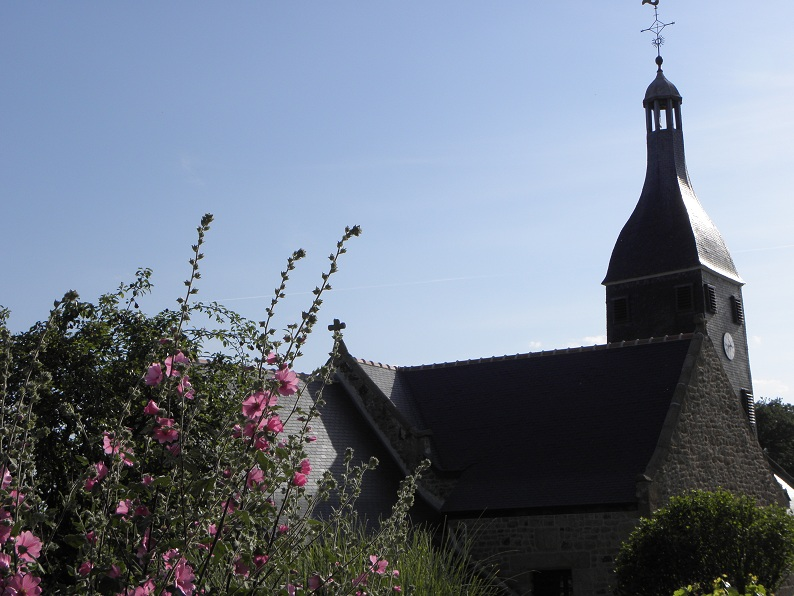
L'église paroissiale Saint-Médard.

- L'église Saint-Médard, des XVe et XVIe siècles.
- Le manoir Saint-Mard.
- Le manoir de la Roche. À l'intérieur, dans une des chambres on peut voir une cheminée de type engagé[9].